# NGC 681
NGC 681 је спирална галаксија у сазвежђу Кит која се налази на NGC листи објеката дубоког неба.
Деклинација објекта је - 10° 25' 38" а ректасцензија 1h 49m 10,8s. Привидна величина (магнитуда) објекта NGC 681 износи 12,0 а фотографска магнитуда 12,8. Налази се на удаљености од 33,600 милиона парсека од Сунца. NGC 681 је још познат и под ознакама MCG -2-5-52, IRAS 01467-1040, ""little sombrero"", PGC 6671.